# 대한민국 형사소송법 제7조
대한민국 형사소송법 제7조는 토지관할의 심리분리에 대한 형사소송법의 조문이다.

## 조문
제7조(토지관할의 심리분리) 토지관할을 달리하는 수개의 관련사건이 동일법원에 계속된 경우에 병합심리의 필요가 없는 때에는 법원은 결정으로 이를 분리하여 관할권 있는 다른 법원에 이송할 수 있다.

第7條(土地管轄의 審理分離)土地管轄을 달리하는 數個의 關聯事件이 同一法院에 係屬된 境遇에 倂合審理의 必要가 없는 때에는 法院은 決定으로 이를 分離하여 管轄權 있는 다른 法院에 移送할 수 있다.

## 참고 문헌
- 손동권 신이철, 새로운 형사소송법(초판, 2013), 세창, 2013. ISBN 9788984114081

## 같이 보기
- 대한민국 형사소송법 제403조
- 이송
- 토지관할